# 張履端
張履端（？—？），字旋吉，號澹若、元思，直隸松江府華亭縣人，明朝政治人物。

## 生平
萬曆四十年（1612年）與兄張拱端、弟張軌端三人同是壬子科應天鄉試舉人，四十四年（1616年）丙辰科進士。都察院觀政，授晉江縣知縣，四十六年（1618年）任福建鄉試同考官，識拔黃道周，有知人之譽。天啓元年丁憂歸。
天啓三年起補束鹿縣知縣，整治惡徒，為避滹沱河水患，改建新城。秩滿，五年授兵部主事，兵部尚書王永光因災異陳言，魏忠賢疑心是張履端之謀，奪其職。崇禎元年（1628年）召復原職，三年丁憂歸，病卒。

## 家族
曾祖张良佐。祖父张謨。父张元輔，廪例。萬曆壬子科應天府鄉試，张拱端、张履端、张轨端兄弟三人同胞且同榜，为松江府一大異事。